# تريجانا للخدمات الجوية الرحلة 267
تريجانا للخدمات الجوية الرحلة 267 كانت رحلة جوية لطائرة من نوع إيه تي آر 42 في رحلة داخلية مجدولة بين مطار سينتاني، إندونيسيا وأوكسيبيل [الإنجليزية]، إندونيسيا. تحطمت الطائرة في 16 أغسطس 2015 بعد حوالي 30 دقيقة بعد إقلاعها. عُثر على حطام الطائرة من قبل القرويين في مرتفعات بينتانج بمنطقة أوكسيبيل [الإنجليزية]. كان على متنها 49 راكبًا (بما في ذلك خمسة أطفال صغار) وخمسة من أفراد الطاقم. ولم يتضح على الفور ما إذا كان هناك أي ناجين. علق البحث عن ناجين بسبب ضعف الضوء.